# نمداریان
نمداریان یا زیرفونیان (Tiliaceae) نامی است که در برخی کتاب‌ها به یکی از تیره‌های گیاهان گلدار داده شده.
گیاه‌شناسان در مورد این که کدام درختان به این تیره تعلق دارند نظرهای متفاوتی دارند. گروهی، درخت نمدار را متعلق به این تیره می‌دانند.